# 2014年ソチオリンピックのタジキスタン選手団
2014年ソチオリンピックのタジキスタン選手団（2014ねんソチオリンピックのタジキスタンせんしゅだん）は、2014年2月7日から23日までロシアのソチで開催されたソチオリンピックタジキスタン選手団の名簿。

## 選手団
- 人員: 選手 1人
- 開会式旗手: アリシェル・クドラトフ

## アルペンスキー
- アリシェル・クドラトフ

男子回転 (途中棄権)